# The Case of the Mukkinese Battle Horn
The Case of the Mukkinese Battle-Horn è un cortometraggio comico del 1956 diretto da Joseph Sterling.
Il film venne girato nel novembre 1955 e distribuito nel 1956. In Italia è inedito.

## Trama
Un paio di detective di Scotland Yard indagano sulla sparizione del "corno da battaglia Mukkinese", un prezioso artefatto del IX secolo, dal Metropolitan Museum.

## Produzione
Questo tentativo di adattare l'umorismo del The Goon Show per il grande schermo fu scritto da Harry Booth, Jon Penington e Larry Stephens, da un'idea originale di Stephens, con la collaborazione di Sellers e Milligan. Emery sostituì Harry Secombe, il cui compenso era troppo oneroso per il budget ridotto del progetto (£4,500).

## Distribuzione
Il film non fu in grado di ottenere la distribuzione negli Stati Uniti, ma venne ampiamente proiettato come cortometraggio di supporto nei cinema britannici. Il produttore Michael Deeley disse che rimane il film più redditizio a cui sia mai stato associato, restituendone il costo dieci volte tanto.